# 西滝沢駅
西滝沢駅（にしたきさわえき）は、秋田県由利本荘市蟹沢にある、由利高原鉄道鳥海山ろく線の駅である。

## 歴史
- 1937年（昭和12年）12月15日：鉄道省矢島線の駅として由利郡西滝沢村に開業[1]。同線の終着駅となる。
  - 村名の読みは「にしたきざわ」であるが、駅名の読みは「にしたきさわ」であり濁らない。
- 1938年（昭和13年）10月21日：矢島線が羽後矢島駅（現・矢島駅）まで延伸され、当駅は同線の途中駅となる。
- 1961年（昭和36年）9月1日：貨物取扱廃止[2]。
- 1965年（昭和40年）4月：業務委託化[3]。
- 1971年（昭和46年）10月1日：荷物扱い廃止[4]。無人化（ただし日中のみ駅員配置）[5][6]（簡易委託化）。ただし、翌年3月31日までは（日曜・祝日を除く）6時から15時半まで旅客扱い要員を1名配置する[7]。
- 1972年（昭和47年）6月1日：農協による簡易委託化[8]。
- 1985年（昭和60年）10月1日：由利高原鉄道に移管[2]。
- 時期不詳：簡易委託解除。
- 2003年（平成15年）12月25日：駅舎改築[9]。

## 駅構造
単式ホーム1面1線を有する地上駅。矢島駅開業前までは終着駅であり、行き違い設備の面影が今でも残っている。

## 利用状況
| 1日乗降人員推移 | 1日乗降人員推移 |
| 年度            | 1日平均人数     |
| --------------- | --------------- |
| 2011年          | 61              |
| 2012年          | 64              |
| 2013年          | 60              |
| 2014年          | 64              |
| 2015年          | 50              |
| 2016年          | 58              |
| 2017年          | 63              |
| 2018年          | 60              |
| 2019年          | 59              |
| 2020年          | 57              |
| 2021年          | 62              |
| 2022年          | 63              |

## 駅周辺
- 子吉川
- 西滝沢郵便局
- 水辺プラザ
- 路線バス（羽後交通）西滝沢停留所
- 国道108号
  - 秋田県道293号西滝沢館線

## 隣の駅
由利高原鉄道
■鳥海山ろく線
久保田駅 - 西滝沢駅 - 吉沢駅